# 博爾頓蘭丁 (紐約州)
博爾頓蘭丁（英語：Bolton Landing）是位於美國紐約州沃倫縣的普查規定居民點。

## 人口
根據2020年美國人口普查的數據，博爾頓蘭丁的面積為3.21平方千米，當中陸地面積為2.75平方千米，而水域面積為0.46平方千米。當地共有人口518人，而人口密度為每平方千米161.37人。